# Яхович, Эмина
Эми́на Я́хович (серб. Емина Јаховић-Сандал, тур. Emina Jahović Sandal; род. 15 января 1982, Нови-Пазар, СР Сербия, СФРЮ) — сербская поп-певица, автор песен, модель и актриса. Сестра баскетболиста Мирсада Тюркджана. Снималась в турецком сериале «Пора тюльпанов».

## Биография
Эмина родилась в сербско-бошнякской семье, в городе Нови-Пазар. Страсть к музыке появилась у неё с самого детства. С семи лет она начала играть на фортепиано, а уже в 14 лет сочинила свою первую песню. Эмина самая младшая из трех детей в семье. У неё есть старшая сестра, которая сейчас проживает в Белграде, а также старший брат Мирсад Тюркджан, известный турецкий баскетболист.
Она начала свою карьеру как автор песен, но получила популярность после побед в нескольких музыкальных конкурсах. В 2000 году она выиграла молодёжный фестиваль «Златна стаза» в Черногории. В 2003 году заняла третье место на фестивале «Сунчане скале» в городе Херцег-Нови. В том же году получила «Золотую звезду» на премии «Оскар Популярности» в Сараево.
Эмина является судьей в сербском тв-шоу X Factor, который стартует в октябре 2013 года на телеканале Pink.

## Личная жизнь
В январе 2008 г. Эмина вышла замуж за турецкого певца Мустафу Сандала и с 2008 г. живёт в Турции. 8 августа 2008 г. у них родился первенец: сын Яман. 21 февраля 2012 года у них родился второй ребёнок: сын Явуз. В феврале 2018 г. пара объявила о разводе.

## Евровидение
Эмина несколько раз пыталась участвовать на «Евровидении». В 2002 году она приняла участие в национальном отборе от Боснии и Герцеговины с песней «U la la». В 2007 году так же подавала свою заявку на «Беовизию» (сербский национальный отбор на «Евровидение»), но не попала в список участников. В 2010 году Эмина снова боролась за право представить Сербию на европейском конкурсе, но заняла 2 место, получив 49 тысяч голосов от телезрителей.

## фильмография
| Год       |   | Русское название | Оригинальное название | Роль          |
| --------- | - | ---------------- | --------------------- | ------------- |
| 2010—2011 | с | Пора тюльпанов   | Lale Devri            | Лале Ташкыран |

## Дискография

### Альбомы
- Осми дан (City Records 2002)
- Радиje раниje (City Records 2005)
- Вила (PGP RTS 2009)
- Метаморфоза (City Records 2014)
- Dalje (IDJ Tunes 2018)

### Синглы
- Тачка (2002)
- Osmi dan (2002)
- U, la-la feat. KC (2002)
- Узалуд се будим(2003)
- Radije, ranije (2004)
- Твоja грешка (2005)
- "Emina" feat. Knez (2005)
- Да л' она зна (2006)
- Ниje више твоja ствар (2006)
- Пола оштрог ножа (2006)
- Cool Žena (2007)
- La gitana feat. Flamingosi (2007)
- Exhale — Maxi single (Multimedia Records 2008)
- Push It feat. Cory Gunz (18 June 2008)
- Joш ти се надам feat. Саша Ковачевич (2008)
- Пиле моje (2009)
- Ne zaboravi feat. İzel (2009)
- Мед feat. Дино Мерлин (2009)
- Nemilo feat. Miligram (2009)
- Ti kvariigro (2010)
- Господине feat. Наташа Беквалац (2011)
- Posle mene (2011)
- Beograd priča feat. Дженан Лончаревич (2012)
- Broken feat. Эрдэм Кинай (2012)
- Çek Gönder feat. Мустафа Сандал (2012)
- И да могу (2012)
- Kisme Yok Mu? (2012)
- Недостаjеш (2013)
- Yakışmaz (2013)
- Жена змаj (2013)
- U senkama isti (2013)
- Nesanica (2014)
- Muške priče feat. DJ Shone and Teča Gambino (2015)
- Romeo feat. Marcus (2016)
- Lolo (2016)